# Cerodontha suntarica
Cerodontha suntarica är en tvåvingeart som beskrevs av Zlobin 1993. Cerodontha suntarica ingår i släktet Cerodontha och familjen minerarflugor. Inga underarter finns listade i Catalogue of Life.